# 汤米·穆厄
汤米·穆厄（挪威語：Tommy Moe，1970年2月17日—），美国男子高山滑雪运动员。他曾代表美国参加1992年、1994年和1998年冬季奥林匹克运动会高山滑雪比赛，获得一枚金牌和一枚银牌。